# 李登瀛 (康熙乙丑進士)
李登瀛，上海華亭人，清朝政治人物。同進士出身。

## 生平
康熙二十四年（1685年）乙丑科進士。周夢顏的《安士全書》中記載其在等第前，曾捐田給佃戶，免其租以供贖子。